# Río Andalgalá
Le Río Andalgalá est un cours d'eau de la province de Catamarca, en Argentine. Il coule dans le département d'Andalgalá et est un des principaux affluents du salar de Pipanaco (le deuxième, après le Río Belén). Il irrigue et donne la vie à l'oasis d'Andalgalá, dans une contrée presque totalement désertique. 

## Description du cours
Il naît, sous le nom de Río del Candado, des eaux de fonte du glacier de la montagne Nevado del Candado (5 450 mètres), et de l'écoulement des pentes sud du Cerro Negro (4 750 mètres). Il prend le nom de Río Andalgalá après son confluent avec le Río Blanco. Il est le seul affluent du salar de Pipanaco qui ait un régime à la fois nival (fonte des neiges et des glaces au printemps) et pluvial (pluies d'été sur les sommets). En effet le Nevado del Candado appartient au système de la Sierra de Aconquija, qui fait déjà partie de la région des yungas, bénéficiant d'un régime de pluies d'été, ceci à l'inverse des autres sommets entourant la cuvette du salar de Pipanaco.
Son débit moyen est de 0,860 mètres cubes par seconde (calculé sur les débits de 1920 à 1960), pouvant atteindre en période de crue des centaines de tonnes par seconde. 

## Les débits à Andalgalá
Le débit du Río Andalgalá a été observé pendant 4 ans (1949-1952) à Andalgalá, localité de la province de Catamarca située peu avant la fin de son parcours au niveau du salar de Pipanaco. 
À Andalgalá, le débit annuel moyen ou module observé sur cette période était de 0,88 m3/s pour un bassin versant de 238 km2.
La lame d'eau écoulée dans le bassin atteint ainsi le chiffre de 116 millimètres par an.

## Utilisation des eaux
La totalité de son débit d'étiage est utilisé pour l'irrigation de l'oasis. Le reste a été dévié vers l'arroyo La Cañada, pour éviter des catastrophes.
Un barrage a été installé sur son cours, produisant de l'électricité et régularisant son débit.